# Istarske pruge
Istarske pruge naziv je za željezničke pruge koje prolaze istarskim poluotokom, od Divače u Sloveniji do Pule te odvojkom od Lupoglava do Raše. Za vrijeme SFRJ bile su dio ŽG Ljubljana, a osamostaljenjem RH ostaje odsječena od ostatka hrvatske željezničke mreže, ali pod upravom Hrvatskih željeznica. Postoji, međutim, autobusna veza između Lupoglava i Rijeke. Planira se izgradnja željezničkog tunela kroz Učku. Na prugama se koristi dizelska vuča (nisu elektrificirane).

## Povijest
Pula je bila promaknuta u glavnu ratnu luku Austro-Ugarske Monarhije 1853. godine. U vojnim krugovima javila se ideja za izgradnjom pruge od Beča do Pule, iako je postojao i pritisak javnosti. Radovi na izgradnji pruge započeli su 1873. godine. Pruga je nakon dugogodišnjeg odgađanja izgrađena i puštena u promet 20. rujna 1876. godine. Njezina konačna verzija obuhvatila je 122,3 km od Divače u Sloveniji do Pule te 21 km od Kanfanara do Rovinja (ukinuta je 1966. godine).

### Pruga Lupoglav – Štalije (Raša)
Godine 1948. započela je izgradnja pruge od Lupoglava do Štalija (Raše) zbog velikih potreba poslijeratne Jugoslavije za raškim ugljenom iz Istarskih ugljenokopa. Otvorena je 30. prosinca 1951. Redovni teretni promet krenuo je šest mjeseci kasnije, a putnički 1959. Od Lupoglava do Mosta na Raši pruga je duga 52,4 km, a odande do završetka kolosijeka u luci Štalije-Bršica nadomak Trgeta vodi još 5 kilometara tračnica.
Na pruzi su bili sljedeći kolodvori i postaje: Lupoglav, Učka (otpremište), Šušnjevica, Kožljak, Kršan, Vetva, Most Raša (i dalje industrijski kolosijeci do luke Štalije-Bršica pokraj Trgeta). Pruga je građena u svrhu eksploatacije ugljena iz Istarskih ugljenokopa, koji se mahom koristio za obnovu ratom razrušene zemlje, za pogon industrijskih postrojenja te napajanje lokomotiva Jugoslavenskih željeznica. Promet prugom već je 1952. godine iznosio 256.977t, a najveći je bio 1966., kada je iznosio 600.080t i od tada, zbog postupnog zatvaranja ugljenokopa u Raši, naglo padao. Opet se povećao 1979. godine otvaranjem luke za drvo i stoku Štalije-Bršica, a rastu su pridonijele i cementara Koromačno, Termoelektrana Plomin, kamenolomi i dr. Zbog povećanja prometa raškom prugom 1980. moderniziran je kolodvor Lupoglav. Osamostaljenjem Hrvatske promet ponovno opada, kraće se vrijeme pruga koristi za pretovar opasnih tereta; redovnog putničkog prometa nema, iznimka su vlakovi za školske i agencijske izlete. Loše stanje odnosno održavanje kolosijeka dovelo je u siječnju 2009. godine do ulegnuća na njegovu donjem ustroju na otvorenoj pruzi iznad sela Faldovija, zbog čega je pruga zatvorena za promet i trenutačno se koristi samo od Lupoglava do kamenoloma u blizini stanice Učka.
Na pruzi u Veloj Dragi na obroncima Učke sminljen je 2015. godine strani film Winnetou. 
Izgradnja raške pruge bila je početak povezivanja istarskih željeznica s preostankom hrvatske željezničke mreže, budući da jedinu vezu s njom predstavljaju Slovenske željeznice. Od izgradnje se 1951. godine odustalo zbog nedostatka sredstava. Franjo Tuđman 1993. ponovno je svečano otvorio gradilište, ali se od gradnje ponovno odustalo ubrzo nakon njezina početka.

### Porečka (Parenzana)
Također, poznata je povijesna uskotračna željeznica Parenzana,  koja je povezivala Trst preko niza kolodvora s Porečom kao krajnjim kolodvorom. Bila je u funkciji od 1902. do 1935. godine.

## Galerija slika
- Karta
- Dva vlaka serije 7122 na pulskoj obali
- Vozni park istarskih pruga
- Lupoglav
- 7122 prolazi Istrom
- SŽ serija 711 u Puli
- HŽ 7122 na Željezničkom kolodvoru Borut
- Stajalište Hum u Istri
- 7122 u Puli

## Poveznice
- Željezničke pruge u Hrvatskoj
- Arena (vlak)